# Conmáel
Conmáel, hijo de Eber Finn, según la leyenda irlandesa medieval y tradiciones históricas, fue un alto rey de Irlanda.

## Historia
Se convirtió en alto rey cuando mató a Ethriel, hijo de Íriel Fáid, en la batalla de Rairiu.
Era el primer alto rey milesiano que había nacido en Irlanda, y el primero en asentarse en Irlanda. Luchó en veinticinco batallas contra los descendientes de Éremón, y gobernó durante treinta años, hasta que lo mató Tigernmas en la batalla de Óenach Macha. Se dice que los Eóganachta son sus descendientes.

## Datación
El Lebor Gabála Érenn sincroniza su reinado con las muertes de Sansón en la antigua Israel, y Fleuthius, rey de Asiria. Geoffrey Keating data su reinado del 1239 al 1209 A.C., los Annals of the Four Masters del 1651 al 1621 A.C.